# Comuna Șura-Kopiivska, Tulciîn
Șura-Kopiivska (în ucraineană Шура-Копіївська) este o comună în raionul Tulciîn, regiunea Vinnița, Ucraina, formată din satele Kalînivka și Șura-Kopiivska (reședința).

## Demografie
Componența lingvistică a satului Șura-Kopiivska
     Ucraineană (76,79%)
     Rusă (21,67%)
     Alte limbi (1,55%)
Conform recensământului din 2001, majoritatea populației satului Șura-Kopiivska era vorbitoare de ucraineană (76,79%), existând în minoritate și vorbitori de rusă (21,67%).